# Tage Ekfeldt
Tage Ekfeldt   (parròquia de Kuddby, 14 de juny de 1926 - Skövde, 28 de desembre de 2005) va ser un atleta suec, especialista en el 400 metres, que va competir durant les dècades de 1940 i 1950.
El 1952 va prendre part en els Jocs Olímpics de Hèlsinki, on disputà dues proves del programa d'atletisme. En ambdues quedà eliminat en sèries.
En el seu palmarès destaca una medalla de bronze en els 4x400 metres al Campionat d'Europa d'atletisme de 1950. Formà equip amb Gösta Brännström, Rune Larsson i Lars Wolfbrandt. A nivell nacional guanyà els campionats suecs de 400 metres (1952), 800 metres (1952 i 1953) i 4x400 metres (1952 i 1953), alhora que millorà el rècord nacional dels 800 metres i del 4x400 metres.

## Millors marques
- 400 metres. 47.6" (1952)
- 800 metres. 1' 49.0" (1953)[1][5]